# Каратини, Виктор
Виктор Мануэль Каратини (исп. Víctor Manuel Caratini, 17 августа 1993, Коамо, Пуэрто-Рико) — пуэрто-риканский бейсболист, кэтчер клуба Главной лиги бейсбола «Сан-Диего Падрес».

## Карьера
Каратини родился 17 августа 1993 года в Коамо. После окончания школы он поступил в начальный колледж Майами-Дейд, играл за его бейсбольную команду на позиции игрока третьей базы. На драфте Главной лиги бейсбола 2013 года Виктора во втором раунде выбрал клуб «Атланта Брэйвз». Подписав контракт, он начал выступления за «Данвилл Брэйвз» в Аппалачской лиге. Первую часть сезона 2014 года Каратини провёл в «Ром Брэйвз», где его перевели на позицию кэтчера. В июле его обменяли в «Чикаго Кабс» на Эмилио Бонифасио и Джеймса Расселла.
Чемпионат 2014 года Виктор завершил в составе «Кейн Каунти Кугарс». Следующий сезон он провёл в А-лиге в «Мертл-Бич Пеликанс», в 2016 году играл за «Теннесси Смоукиз». Лучшим в карьере для него стал 2017 год. Каратини начал его в ААА-лиге в «Айове». В шестидесяти восьми играх за команду он отбивал с показателем 34,3 %, набрав пятьдесят четыре RBI. В конце июня Виктора перевели в основной состав «Кабс» и он дебютировал в Главной лиге бейсбола. В середине сезона он принял участие в Матче всех звёзд Лиги Тихоокеанского побережья, а по итогам года его признали лучшим полевым игроком фарм-системы «Чикаго». В 2018 году Виктор закрепился в статусе второго кэтчера «Кабс» после Уилсона Контрераса.
В декабре 2020 года «Кабс» обменяли Каратини и питчера Ю Дарвиша в «Сан-Диего Падрес» на четырёх игроков из системы фарм-клубов.